# Nuestras Ideas
Nuestras Ideas fue una revista editada en la ciudad belga de Bruselas entre 1957 y 1961, vinculada al Partido Comunista de España.

## Historia
Editada en Bruselas, su publicación comenzaría en 1957. De carácter cultural, colaboraron en ella firmas como las de Juan Rejano, Manuel Sacristán, Adolfo Sánchez Vázquez, Jesús Izcaray o Fermín Olmedo, entre otros. Cesó de emitir números en 1961. Existen colecciones colecciones digitalizadas disponibles en línea tanto en la Biblioteca Virtual de Prensa Histórica, como en la Biblioteca Virtual Miguel de Cervantes, a partir de una colección del Ateneo Español de México, y en los fondos digitales de la Universidad Autónoma de Barcelona.